# 三上豊
三上 豊（みかみ みのる、1936年5月24日 - ）は、日本の経営者。コクド社長を務めた。東京都出身。

## 来歴・人物
1959年に早稲田大学商学部を中退し、同年に国土計画に入社した。1981年に取締役に就任し、1990年に常務を経て、1998年に社長に就任。2004年11月に社長を辞任。